# Керол Джозеф Бобко
Ке́рол Джóзеф Бо́бко (англ. Karol Joseph "Bo" Bobko; 23 грудня 1937, Нью-Йорк — 17 серпня 2023) — астронавт, полковник військової авіації (США).

## Біографія
Керол Джозеф Бобко народився у Нью-Йорку у сім'ї польського (можливо українського) походження. Навчався в Нью-Йоркській Бруклінській технічній школі, Військово-повітряній академії (1959), Університеті Південної Каліфорнії (1970).
Прийнятий до групи астронавтів NASA (Національне космічне агентство) 1969 року.
К. Бобко тричі літав у космос (вперше як пілот — 4—9 квітня 1983 року (STS-6), 12-19 квітня 1985 (STS-51-D) та 2-7 жовтня 1985 (STS-51-J) — як командир).
Як пілот налітав понад 6600 годин, як астронавт знаходився в космосі 386 годин.
Тричі нагороджений медалями NASA за участь у космічних польотах, двома медалями NASA за відмінну службу, орденом «За заслуги» та іншими престижними відзнаками.
1988 — вийшов у відставку з NASA та ВПС (військово-повітряних сил), працював на фірмі Booz Allen Hamilton в Х'юстоні (штат Техас), яка займається польотами людини в космос.
З 2000 — віце-президент з стратегічних програм компанії Spacehab, Inc в Х'юстоні.
У 2005 став програм-менеджером контракту NASA SimLabs у корпорації SAIC. 7 травня 2011 введений в Зал слави астронавтів.

## Нагороди та почесні звання
- Медаль за відмінну службу в Збройних силах
- Легіон Заслуг
- Хрест льотних заслуг
- Медаль за похвальну службу в Збройних силах
- Медаль за похвальну службу (2; 1970 та 1979)
- NASA Exceptional Service Medal (2)
- NASA Space Flight Medal (3)
- Johnson Space Center Group Achievement Awards (6)
- Air Force Academy Jabara Award (1983)
- Cradle of Aviation Museum Long Island Air & Space Hall of Fame
- United States Astronaut Hall of Fame (7 травня 2011)[1].